# Bergwerk Sassjadko
Das Bergwerk Sassjadko (ukrainisch Шахта ім. Засядька) ist ein Steinkohlebergwerk in der ostukrainischen Stadt Donezk. Der Besitzer des Bergwerks war bis 2021 der einflussreiche Geschäftsmann und Politiker Juchym Swjahilskyj. Zusätzlich zu seiner großen wirtschaftlichen Bedeutung ist das Bergwerk unrühmlich bekannt für seine wiederholten schweren Grubenunglücke mit einer hohen Zahl an Todesopfern. Das schlimmste Unglück, zugleich das schwerste in der Geschichte der Ukraine, ereignete sich am 18. November 2007. Bei diesem Unglück kamen durch eine Schlagwetterexplosion 101 Bergleute ums Leben.

## Geschichte
Die Förderung auf Sassjadko begann im Jahr 1958. Das Bergwerk wurde nach Alexander Fjodorowitsch Sassjadko, einem sowjetischen Minister für die Kohleindustrie, benannt.
Im Jahr 1992 wurde es, zusammen mit weiterer Industrie, privatisiert. Juchym Swjahilskyj, damals Geschäftsführer des Bergwerks und einflussreicher lokaler Geschäftsmann, erlangte die Kontrolle über die privatisierte Firma.

## Gefahren
Das Bergwerk Sassjadko ist, aufgrund der großen natürlichen Menge an Grubengas und hohen Mengen an Kohlenstaub, extrem explosionsgefährdet und damit eines der gefährlichsten Kohlebergwerke der Welt. Zusätzlich ist das Bergwerk mit Teufen zwischen 529 m und 1270 m sehr tief.

## Unglücke
Auf Sassjadko ereigneten sich mehrfach schwere Unfälle. Seit dem Jahr 1999 gab es dabei über 200 Tote:
- 24. Mai 1999 – 50 Tote, 40 Verletzte.[4]
- 19. August 2001 – 55 Tote, 34 Verletzte.[5]
- 31. Juli 2002 – 20 Tote, 2 Verletzte.[6]
- 20. September 2006 – 13 Tote, 61 Verletzte.[7]
- 18. November 2007 – 101 Tote, Dutzende Verletzte. Schwerstes Unglück in der Geschichte des ukrainischen Bergbaus.[2]
- 1. Dezember 2007 – 52 Verletzte.[8][9]
- 2. Dezember 2007 – 5 Tote, 30 Verletzte.[10]
- 4. März 2015 - 33 Tote.[11]